# Vilhelm Sohlberg
Carl Vilhelm Elof Sohlberg, född 27 mars 1913 i Gärdhems socken, död 1 januari 2008, var en svensk jurist som var lagman i Alingsås tingsrätt från 1971 till 1980.
Sohlberg blev juris kandidat vid Uppsala universitet 1938 och genomförde sin tingstjänstgöring 1939–1942 innan han 1943 blev fiskal i Svea hovrätt. Han blev tingsdomare i Solna domsaga 1952 och var vattenrättsdomare i Mellanbygdens vattendomstol 1957. Han var häradshövding i Vättle, Ale och Kullings domsaga 1970 och var lagman i Mölndals tingsrätt 1971-1980.
Sohlberg var son till ingenjör Carl Adolf Sohlberg och hans maka Emma Kristina, född Nilsson. Han var från 1950 gift med Elna, inredningskonsulent, född Persson 1921.